# Guardians of Ga'Hoole: The First Collier
 Guardians of Ga'Hoole: The First Collier  è un romanzo fantasy per ragazzi del 2006 di Kathryn Lasky. È il nono libro della collana de I guardiani di Ga'Hoole e il primo capitolo della trilogia delle Leggende di Ga'Hoole. È il seguito de Guardians of Ga'Hoole: The outcast. In Italia è ancora inedito.

## Trama
"The First Collier" è il primo volume della trilogia nota come "Le Leggende di Ga’Hoole". Soren, Coryn e la Banda, su richiesta di un Ezylryb moribondo, vengono incaricati di leggere la trilogia. Questi libri, "The First Collier", "The coming of Hoole" e "To be a king", sono tutti basati sulle leggende del gufo.
The First Collier parla del primo raccoglitore di carbone, Grank. Grank scopre di avere la vista del fuoco e si reca nell'Aldilà dell'Aldilà per saperne di più. Lì incontra Fengo e scopre la Brace di Hoole, conosciuta all'epoca solo come Brace del Gufo. Una volta recuperata, trascorre innumerevoli giorni a fissarla come in trance, anche quando il re H'rath e la regina Siv sono in pericolo. Joss, un messaggero della famiglia reale, consegna a Grank un messaggio da parte di H'rath. Fengo salva Grank dal suo stato di trance e Grank, dopo aver riportato la Brace al vulcano, va ad aiutare i suoi amici.
Siv e la sua serva, Myrrthe, cercano rifugio all’eremo delle Sorelle Glauxiane, solo per scoprire che i gufi sono stati stregati dagli hagdemon (creature demoniache simili a ibridi gufi/corvi) che hanno lanciato l'incantesimo Nacht Ga' su Rorkna, la Glauxess dell’eremo e cugina di Siv, catturando le altre sorelle Glauxiane. Myrrthe lo scopre e le due se ne vanno immediatamente.
Grank, dopo aver visto delle immagini tra le fiamme, scopre le Sorelle Glauxiane e cerca di salvarle. La Glauxess lo invita a mangiare un'arvicola e Grank accetta, ma scopre che tutti i gufi sono stati stregati. Tra gli artigli ha una scheggia di ghiaccio, pronta a conficcarla nel ventriglio per liberarli dall'incantesimo. Non appena vede la Glauxess, una luce gialla intensa e ipnotica riempie l'area (irradiata dagli occhi degli hagdemon), cercando di accecare Grank e di metterlo sotto il loro controllo. Si ritrova a scivolare, ma quando la Glauxess si avvicina, le conficca la scheggia di ghiaccio nel ventriglio e perde i sensi. Al risveglio, scopre che le Sorelle Glauxiane sono state liberate dall'incantesimo e si dirige al Palazzo di Ghiaccio alla ricerca di Siv.
Grank trova Siv e Myrrthe a Palazzo e affidano l’uovo a Grank in modo che lo cresca, mentre Siv intende fuggire con Myrrthe e distrarre gli hagdemon con un uovo finto. I tre si salutano e Grank vola via, recandosi su una piccola isola nel Mare Amaro per creare un nido per l'uovo di Siv e costruire una fucina. Poco dopo vede Siv attraverso il fuoco e cerca di vedere chiaramente i suoi movimenti.
Siv è ancora a Palazzo. Due degli hagdemon di Lord Arrin la stanno intrappolando per rubarle l'uovo. Una volta intrappolata, una luce gialla (la stessa che aveva quasi ipnotizzato Grank nel Rifugio delle Sorelle Glauxiane) riempie l'aria. La luna e le stelle svaniscono in quella luce accecante e ipnotica e Siv cade sotto l'incantesimo Natch Ga'. Nonostante la luce gialla sia al massimo della sua intensità, Siv resiste e si lancia in avanti con la sua arma. Grank ha una visione su un’ala spezzata e della neve rossa e, preoccupato per Siv, si ritrova profondamente turbato.
In seguito, Grank incontra Theo, il suo primo apprendista e primo fabbro dei gufi. Grank gli insegna le vie del fuoco, mentre Theo gli insegna la lezione dell'odiosità, senza mai smettere di parlare durante le lezioni.
Nel frattempo, Myrrthe guida Siv verso un iceberg e si prende cura di lei finché non incontra un orso polare di nome Svenka, che le insegna a pescare e la aiuta a prendersi cura di Siv. Un giorno, Myrrthe se ne va senza tornare, facendo preoccupare Siv. Al ritorno dalla caccia, Svenka le dice che non è riuscita a salvare Myrrthe dagli hagdemon.
Svenka disse a Siv che le hagdemon avevano circondato Myrrthe. Svenka cercò di salvarla, ma di nuovo la luce gialla pericolosamente luminosa riempì la notte. In seguito Svenka si dedica a prendersi cura di Siv, insegnandole persino di nuovo a volare, ma quando Svenka deve recarsi in un luogo appartato per partorire, Siv si ritrova da sola.
Lord Arrin, che desiderava da tempo l'uovo di Siv, visita il suo iceberg chiedendo informazioni sull'uovo, poi chiede di diventare il suo compagno. Siv non fornisce alcuna informazione sull'uovo e, di conseguenza, Arrin si ritira indignato. Siv rimane nella cavità a pensare al suo uovo ed escogita un modo per evitare di essere ammaliata dagli hagdemon, ovvero: mantenere la concentrazione su qualcosa.
Più tardi, Svenka dà alla luce tre cuccioli, uno dei quali tuttavia è morto, e torna da Siv, che la avvisa che Lord Arrin sarebbe tornato presto. Così l'orso polare aiuta Siv a rompere il ghiaccio vicino all'iceberg, per scoraggiare l'attacco degli hagdemon a causa della loro vulnerabilità all'acqua di mare. Alla fine, Lord Arrin e il suo gruppo di hagdemon arrivano ad attaccare Siv, e in quello stesso momento l'uovo inizia a schiudersi, assistito da Grank e Theo. Nel frattempo, Siv cerca di sorvolare il fiordo, sperando di trovare un punto d'acqua libero dai ghiacci, che metterebbe in pericolo gli hagdemon. Poi, circondata da loro, atterra su un fiume, dove Lord Arrin insiste nel chiederle di diventare la sua regina e, se l'uovo si è schiuso, cerca di distrarla. Ma lei rimane concentrata e pronta a combattere con la scimitarra alzata, mentre l’uovo di Hoole si schiude.
Nell'epilogo, Coryn confessa a Soren che, grazie a questo racconto, ha capito che Nyra è una hagdemon ormai.